# Li Čung-jün
Li Čung-jün (čínsky pchin-jinem Lǐ Zhōngyún, znaky 李忠云; * 4. března 1967 Čchao-jang) je bývalá čínská zápasnice – judistka, bronzová olympijská medailistka z roku 1992.

## Sportovní kariéra
Judu se věnovala od 13 let v rodném Čchao-jangu. Připravovala se v tréninkové skupině trenéra Liou Jung-fu. V čínské ženské reprezentaci se pohybovala od roku 1984 v superlehké váze do 48 kg. V roce 1988 zvítězila jako úřadující mistryně světa na ukázkové soutěži ženského juda na olympijských hrách v Soulu. V roce 1990 přestoupila do o dvě vyšší lehké váhové kategorie do 56 kg a zvítězila na domácích Asijských hrách v Pekingu.
V roce 1992 shazovala do nižší pololehké váhy do 52 kg, ve které startovala na olympijských hrách v Barceloně. V semifinále jako favoritka takticky nezvládla zápas s domácí Španělkou Almudenou Muñozovou a prohrála po verdiktu sudích na praporky. V boji o třetí jí rozhodčí praporky podpořili proti Italce Alessandře Giungiové a vybojovala bronzovou olympijskou medaili. Sportovní kariéru ukončila v roce 1993.

## Výsledky
| Turnaj            | 1984            | 1985            | 1986            | 1987            | 1988            | 1989            | 1990  | 1991  | 1992 |
| Turnaj            | 17              | 18              | 19              | 20              | 21              | 22              | 23    | 24    | 25   |
| Turnaj            | superlehká váha | superlehká váha | superlehká váha | superlehká váha | superlehká váha | superlehká váha | lehká | lehká |      |
| ----------------- | --------------- | --------------- | --------------- | --------------- | --------------- | --------------- | ----- | ----- | ---- |
| Olympijské hry    |                 |                 |                 |                 | 1.              |                 |       |       | 3.   |
| Mistrovství světa | úč.             |                 | 3.              | 1.              |                 | úč.             |       | 3.    |      |
| Asijské hry       |                 |                 |                 |                 |                 |                 | 1.    |       |      |
| Mistrovství Asie  |                 | 1.              |                 |                 | —               |                 |       | —     |      |